# 木扎特河

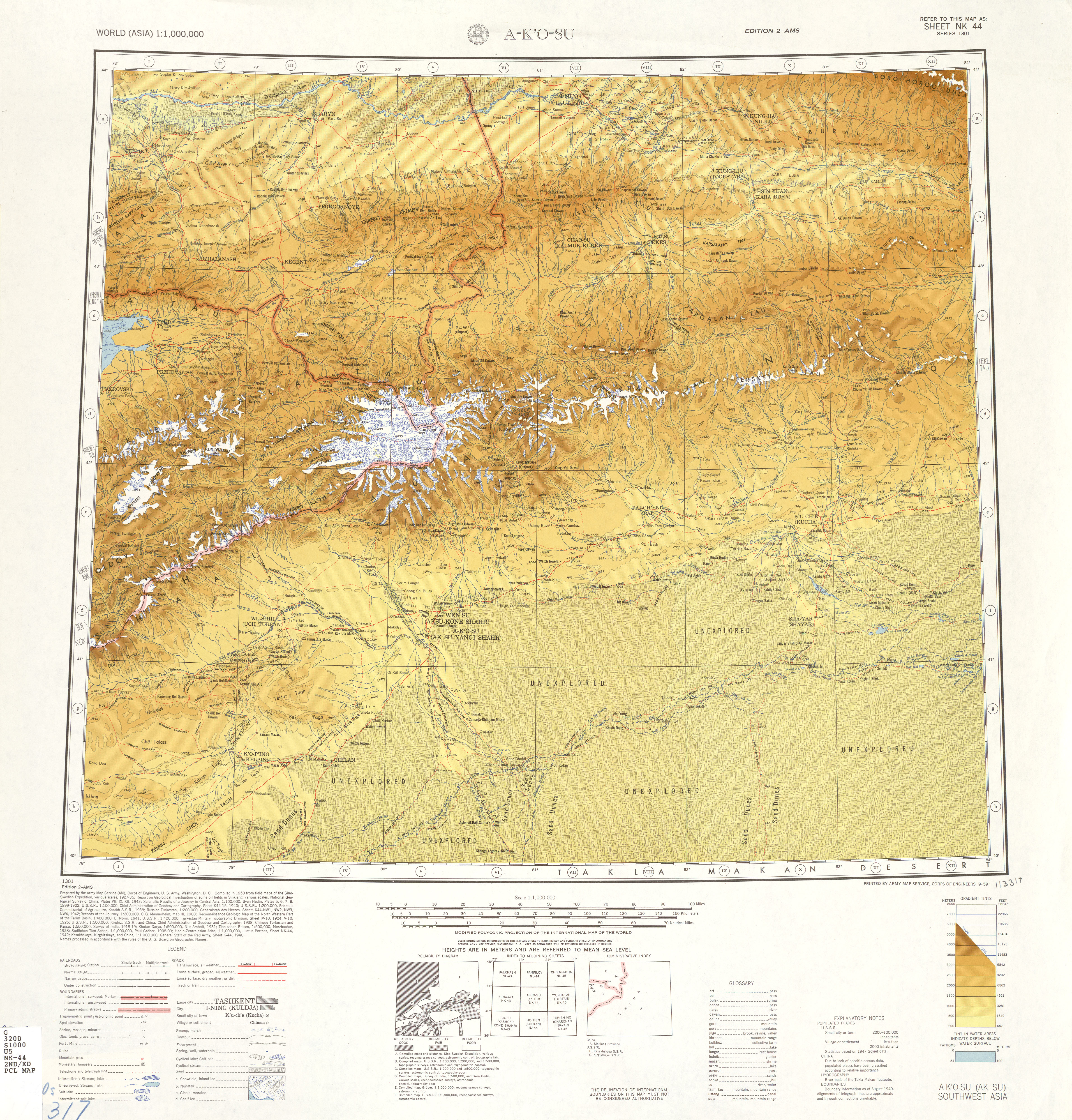
新疆西部地区的地形图，木扎特河在图中中上部，标注为Saikai。

木扎特河，位于中华人民共和国新疆维吾尔自治区伊犁哈萨克自治州昭苏县西南部的一条河流，为伊犁河上游特克斯河右岸支流。发源于南天山支脉汗腾格里山北坡，由南向北流，在新疆生产建设兵团第四师七十四团团部以南出山口，山口以下8.5千米，河流经七十四团四连（蒙城）折向东北流，经过25千米的蜿蜒曲折，于七十四团二连汇入特克斯河。河流全长75千米，流域面积1275平方千米。